# 茨城県立神栖高等学校
茨城県立神栖高等学校（いばらきけんりつ かみすこうとうがっこう）は、茨城県神栖市に所在する公立の高等学校。

## 概観
「至誠 勤勉 協和」
目指す理念は「自立貢献」
目指す学校像は「一人一人が自立し、輝きに満ちた学校」「社会に貢献できる有為な人材の育成」
神栖高校の一般的な愛称・略称は、「神高（かみこう）」である。
神栖高校は、国際交流に力を入れており、オーストラリアにある姉妹校との間で交換留学が行われている。
ここ数年は近郊企業への就職や専門学校・短期大学への進学、総合型選抜（旧AO入試）や推薦入試を用いた大学への進学が卒業生の主な進路であったが、最近では大学入学共通テスト（旧大学入試センター試験）を受験する人数が増え、一般入試で国公立大学に合格する生徒も増えている。
年々入学する生徒が減少しており、部活動は過疎化が進んでいる。名前こそ残っているが、活動していない部活動がほとんどである。しかし、運動部は非常に活発でインターハイに出場したことがある部活動もある。
また、英語部が茨城県高等学校国際教育英語スピーチコンテストで優勝したことがある。（英語部は現在活動していない）
体育祭と文化祭が1年おきに開催されており、体育祭は、西暦奇数年度に行われる。各学年のA組同士で赤団、同じ要領で青団、黄団、緑団と4つの団を作り、団対抗の熱い戦いが繰り広げられる。後述の文化祭とは異なり、一般公開はされない。文化祭（香美清祭）は西暦偶数年度に2日間の日程で行われる。
また、神栖高校には購買があり、種類豊富で美味しいおにぎりやパン、飲料などが売られている。特に名物となっているのが唐揚げとポテトであり、昼休みにはとても混雑するというのが恒例になっている。
1年次では、近隣の幼稚園・保育園や小学校、老人ホームなどへ赴き、人々とふれあうふれあい交流体験が近隣の施設の協力により行われている。
2年次では、近隣の企業の協力により、インターンシップが行われている。また、例年だと沖縄へ2泊3日の修学旅行がある。なお、修学旅行地は、入学時に北海道、奈良・京都、沖縄などの選択肢の中から、アンケートによって選ばれる。
3年次では、進路に向けて本格的に取り組む。学校からの厚いサポートを受け、生徒一人一人がそれぞれの進路に向けて励んでいる。

## 学校沿革
- 1970年11月 - 茨城県条例第61号により設置告示
- 1971年11月 - 創立。第1回入学式（全日制普通科198名）
- 1980年10月 - 創立10周年記念式典挙行
- 1988年
  - 4月 - オーストラリア・ノースフィールド高校（現・ロス・スミス高等学校）と姉妹校提携
  - 4月 - 第1回長期留学生（ノースフィールド）受け入れ。ロヨラカレッジ長期留学生受け入れ
  - 5月 - 第1回長期留学生派遣
- 1989年2月 - 茨城県で初めて留学中の単位を正式認定
- 1990年
  - 2月 - 推薦入学制度導入
  - 3月 - 多目的情報処理教室竣工
  - 4月 - 国際教育類型新設
  - 11月 - 創立20周年記念式典挙行
- 1991年
  - 3月 - 語学演習装置教室（LL教室）竣工
  - 4月 - 普通科1学級を国際コースに改編
  - 7月 - オーストラリア・スコッチカレッジと姉妹校提携
- 1992年6月 - セイモアカレッジ短期留学生受け入れ
- 1996年9月 - ロータリークラブ長期留学生受け入れ
- 1997年
  - 5月 - 国際交流研究推進校指定（文部省）
  - 12月 - 国際交流10周年記念式典挙行
- 1999年1月 - 朝の読書開始
- 2000年11月
  - 創立30周年記念式典挙行
  - 普通科における就業体験学習指定校
- 2001年
  - 4月 - 国際コース募集停止
  - 11月 - 第2学年全生徒参加による就業体験学習
- 2002年10月 - 『総合的な学習の活動』の一環として、就業体験学習の実施
- 2006年 - 必修科目の履修不足が発覚[1]
- 2007年
  - 4月 - 豊かな心の教育として『道徳』の実施
  - 5月 - 国際交流20周年記念式典挙行
- 2008年3月 - 運動場全面整備工事竣工
- 2010年
  - 9月 - 体育館耐震工事竣工
  - 10月 - 創立40周年記念式典挙行
- 2012年3月 - 野球場フェンス改修工事竣工
- 2013年11月 - 卓球場耐震補強工事竣工
- 2014年
  - 3月 - 特別教室棟耐震補強工事竣工
  - 7月 - 格技場耐震補強工事竣工
- 2015年1月 - 本館補強工事竣工
- 2016年
  - 3月 - 太陽光パネル及び蓄電池設置工事竣工
  - 11月 - 卓球場（現剣道場）・格技場天井落下防止対策工事竣工
- 2019年
  - 5月 - 正門側大谷石ブロック塀解体及び茨城県産杉塀新設工事竣工
  - 6月 - 本館普通教室　空調設備　新設
  - 11月 - 本館普通教室　照明器具取替工事により天井灯LED化
  - 11月 - 正門西側歩行者用門扉新設・竣工
- 2020年
  - 9月 - 創立50周年記念事業
    - 昇降口下駄箱整備
    - 学習室机
    - リラックスルーム環境整備
    - インターロッキング整備
    - 瓦砂利敷設整備

  - 11月7日 - 創立50周年記念式典挙行
  - 12月 - 校内無線LAN環境整備
- 2021年
  - 2月 - 電子黒板12教室設備
  - 2月 - 本館トイレ洋式化及び多目的トイレ2箇所整備
  - 4月1日 - 自学自習室「S S Room」開設

## 教育課程

### 類型
一年次では全員I類型であり、二年次よりI類型とII類型に分かれる。
- I類型（A・B・C組） 就職希望者、専門学校、その他学校進学希望者向け 就職希望者、専門学校進学希望者向け

通常の科目に加え、情報処理、ビジネス実務などの商業科目を学ぶのが特徴である。情報処理教育の充実を図るとともに、各種検定等の資格取得に力を入れている。
- II類型（D組） 四年制大学、短期大学、看護・医療系専門学校、その他学校進学希望者向け

生徒一人ひとりが進学希望に対応して学習指導を行っているのが特徴である。四年制大学や看護・医療系専門学校の入試に備え、文系と理系の双方に対応できるよう選択に幅が広く多様な科目の修得が可能。なお、II類型希望者でも、一年次はI類型と共通の内容となる。

### 学科
- 全日制課程普通科

## 部活動一覧
下記の部活動は、2024年（令和6年）10月現在で活動している部活動である。
- ソフトテニス部（男）
- 柔道部（男女）
- 卓球部（男女）
- サッカー部（男）
- バドミントン部（男女）
- バレーボール部（女）
- 剣道部（男女）
- バスケットボール部（男）
- 吹奏楽部
- 写真部
- 軽音楽部
- モデルアート部
- 演劇部
- 書道部

## 委員会一覧
下記の委員会は、2024年（令和6年）10月現在で活動している委員会である。
- 代表委員会
- 放送報道委員会
- 整美委員会
- 進路委員会
- 図書委員会
- 保健委員会
- 交通安全委員会

なお、2024年（令和6年）から委員会は二期制になり、前期と後期で別れての活動になっている。

## 生徒評議会
神栖高校では、長期休暇を除いて、毎月1回の委員会活動後、数日中に放課後生徒会役員や各種委員会の委員長、各クラスのホームルーム代表が集まって生徒会主体の生徒評議会が行われている。主な内容としては、以下の2つである。
- 委員会活動報告

各種委員会の委員長が委員会で何が行われたかを報告する
- 先生のお話

先述の通り、生徒会が主体となって会を進行しているため、評議会についての先生からの率直な意見が語られる。また、何か連絡があった場合もここで報告される。

## 生徒会活動
神栖高校生徒会は、生徒会選挙より選出された10名（会長1名、副会長2名、書記2名、会計2名、監査3名）から構成されている。会長、副会長、書記、会計の任期は約半年間（前期：3月～9月、後期：10月～2月）であり、監査の任期は後期スタートで1年間となっている。
学校運営だけでなく、地域の行事などに積極的に参加し、地域活動に貢献している。多くの人と関わりいろいろな経験ができる生徒会は、成長できる場となっている。

### 校内での活動
- 生徒評議会の運営
月に一度、クラス・委員会の代表生徒によって行われる生徒評議会を運営している。

- 行事の運営
体育祭や文化祭、クラスマッチなどの大きな行事以外にも、さまざまな学校行事の企画・運営を行っている。

### 校外での活動
- フラワーロードボランティアへの参加
神栖市で毎年行われている花苗植栽ボランティアに参加し、地域に貢献している。この活動には生徒会だけでなく、剣道部やリーダース部も参加している。
- 神栖市市制施行10周年記念式典への参加
神栖市市制施行10周年の記念式典のオープニングアトラクションに参加した事がある。

## 交通
- 生徒は基本的に自転車や徒歩、保護者の送迎で登下校をしている。
- 学校周辺は道路が碁盤の目状になっており、非常に危険な地域となっているため、事故防止のため毎朝先生が学校外で立哨をしている。
- 鹿島神宮駅または銚子駅からバス。
- 高校から南へ行ってすぐの距離に常陸利根川が流れている。
- 神栖市と市内県立3高校との包括連携協定の事業の一環として、令和3年6月28日よりスクールバスの運行開始。（土日祝日除く、平日のみ）

## 著名な出身者
- 大和田真史
- 神野まるみ